# Wielka Polana Małołącka

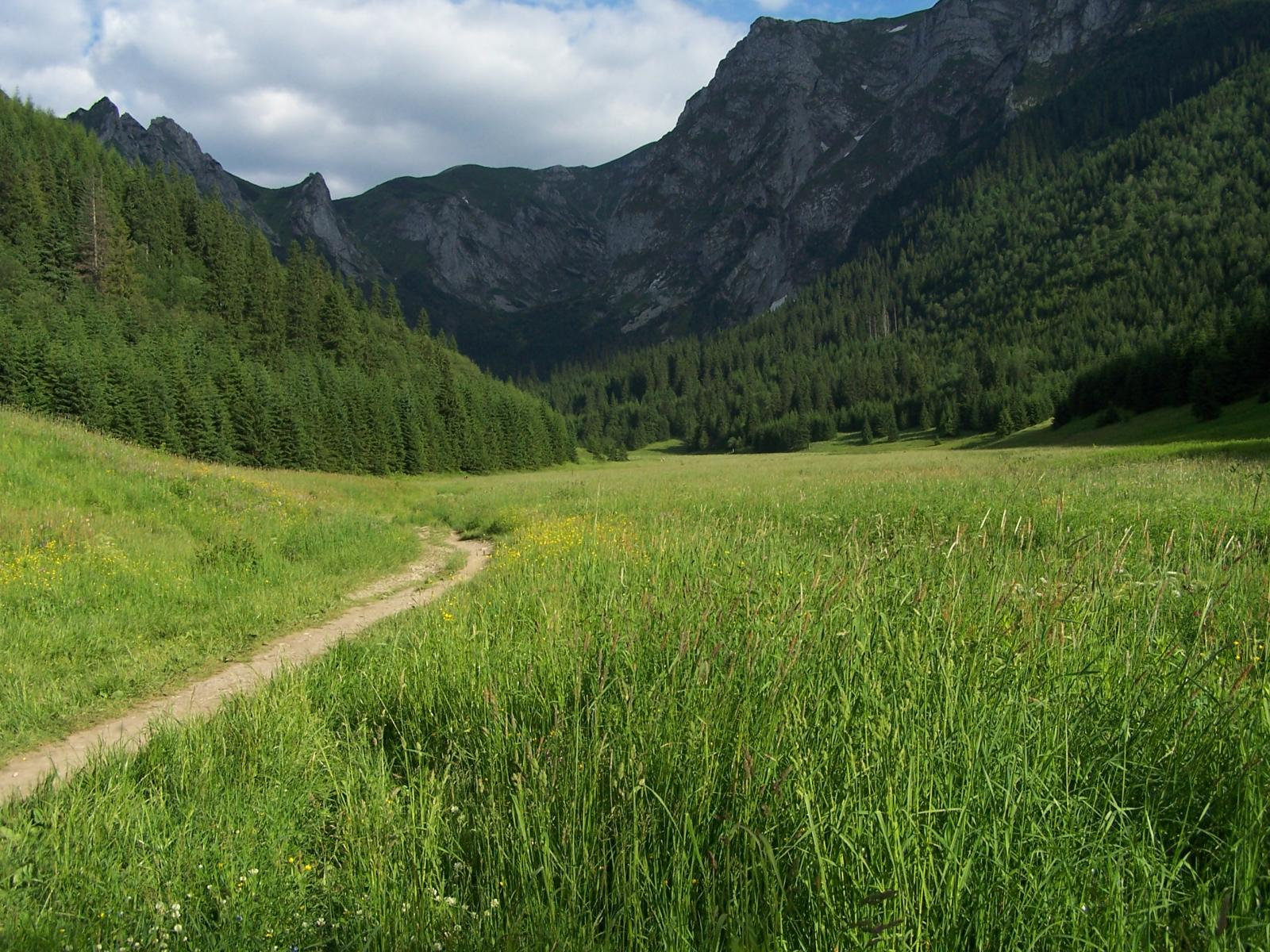
Wielka Polana Małołącka

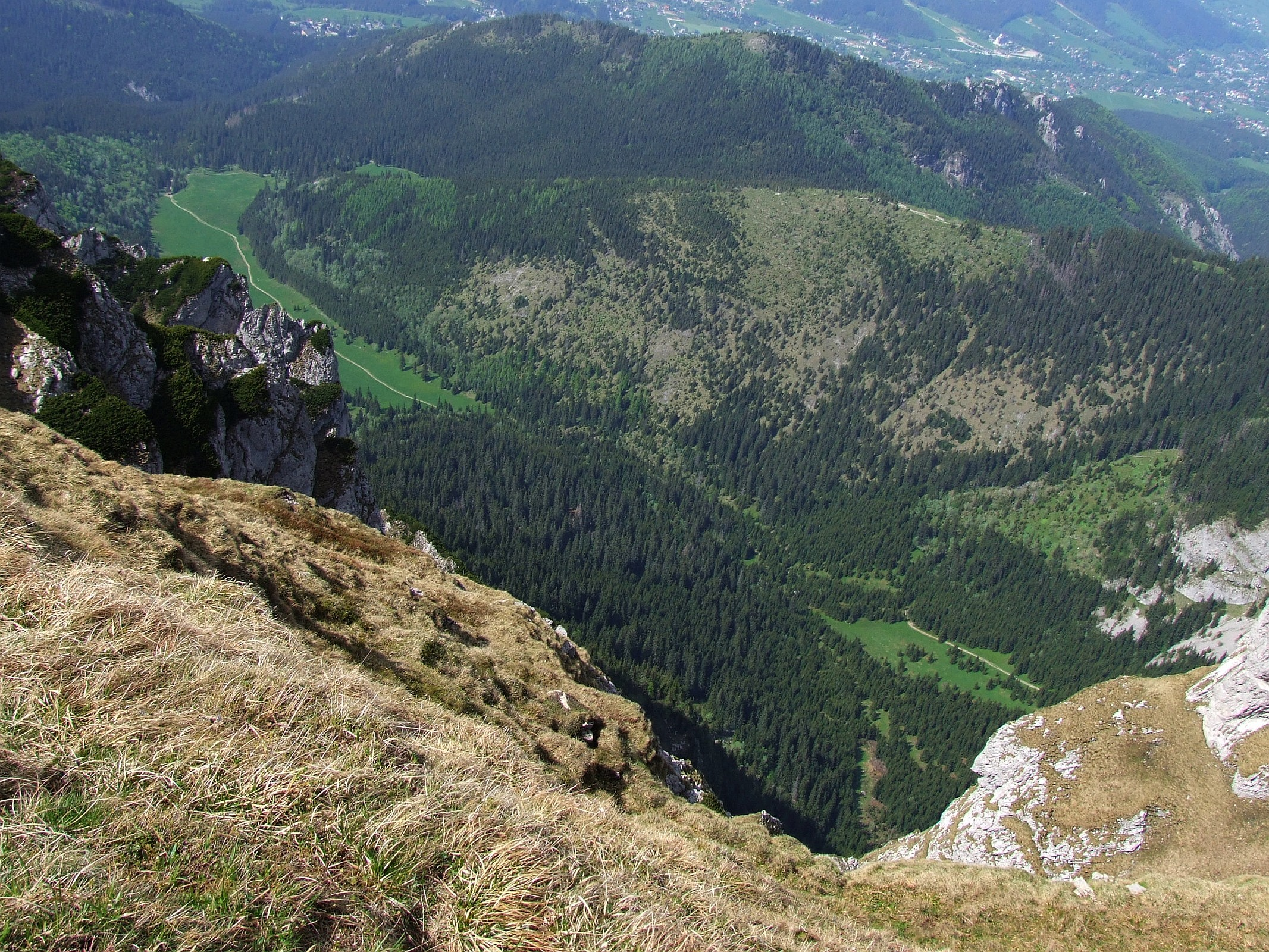
Widok na polanę z Czerwonego Grzbietu

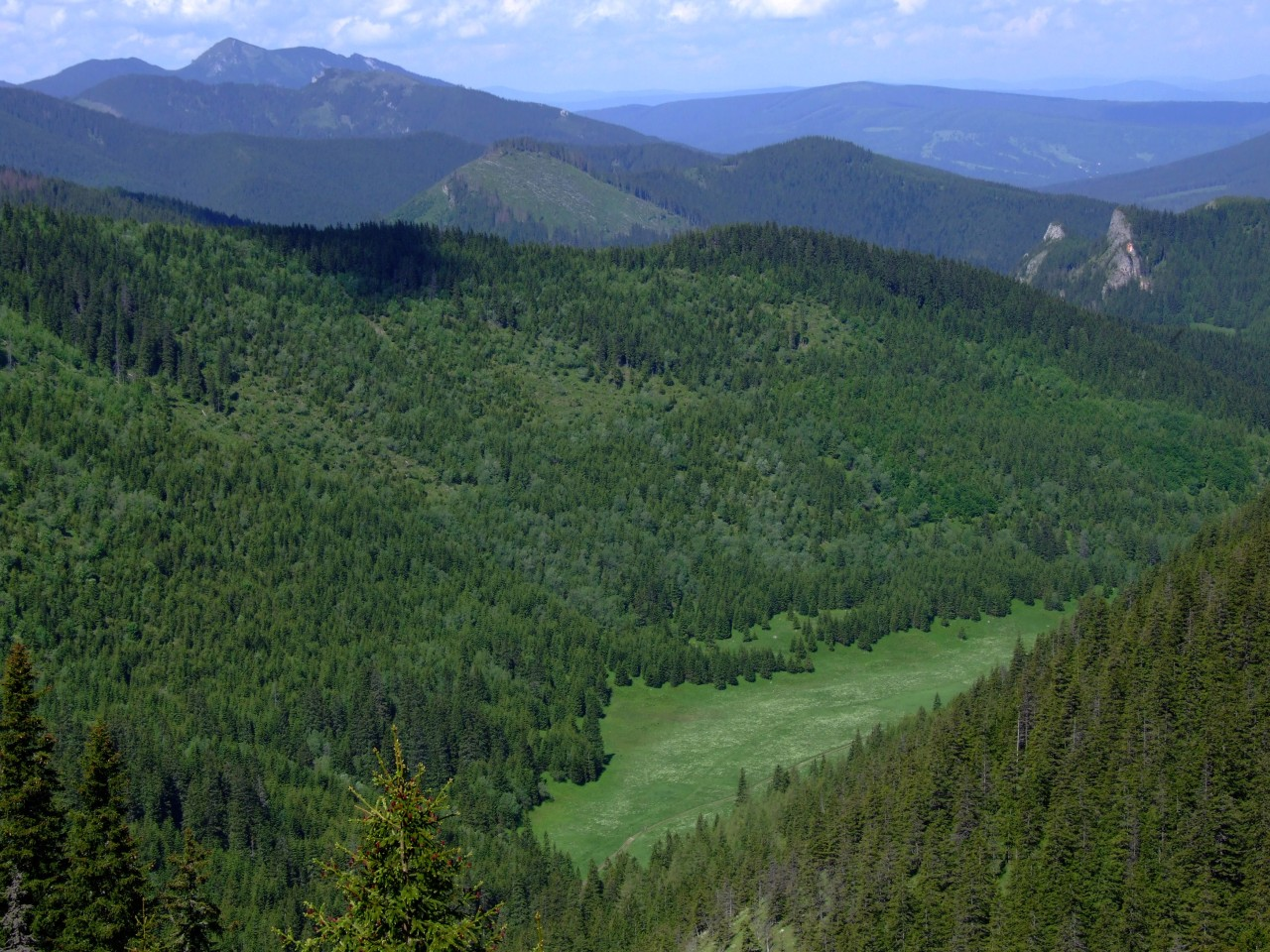
Widok na polanę z Grzybowca

Wielka Polana Małołącka – polana reglowa znajdująca się w Dolinie Małej Łąki w Tatrach Zachodnich. Położona jest na wysokości 1170–1200 m n.p.m.
Powstała na terenie dawnego jeziora polodowcowego, które z czasem zostało zapełnione osadami denudacyjnymi zniesionymi z gór przez spływające wody. Można znaleźć jeszcze po wschodniej stronie polany dobrze zachowane moreny boczne. Jezioro było dość głębokie, gdyż jego denne osady mają miąższość ok. 65 m.
Polana posiada żyzną, jak na tatrzańskie warunki glebę. Wchodziła w skład Hali Mała Łąka. Górale otrzymali ją do wypasu w 1593 r. od Jana Pieniążka. Polana była koszona, a obrzeża były wypasane do lat 1961–1964, kiedy to TPN wykupił lub przejął poprzez wywłaszczenia polanę od górali. Na polanie stało wówczas kilkanaście szałasów. Wodę niezbędna dla trzód i pasterzy zapewniało jedyne w okolicy źródło znajdujące się ponad południowo-wschodnim końcem polany w tzw. Stawkach. Nadmierny wypas owiec doprowadził do erozji stromych stoków Skoruśniaka i Grzybowca oraz znacznego zniszczenia roślinności alpejskiej. W 1955 r. polana miała powierzchnię ok. 28 ha, ale w 2004 w wyniku zarośnięcia jej powierzchnia zmniejszyła się o ok. 49% i nadal zmniejsza się w wyniku zarastania lasem.
Z polany rozciągają się interesujące widoki na Giewont, Mały Giewont i urwisko Wielkiej Turni.

## Szlaki turystyczne
Ścieżka nad Reglami z Polany Strążyskiej przez Przełęcz w Grzybowcu na Wielką Polanę Małołącką. Dalej prowadzi poprzez Przysłop Miętusi, Dolinę Miętusią i Zahradziska do Doliny Kościeliskiej.
- Czas przejścia z Polany Strążyskiej na Polanę Małołącką: 1:10 h, z powrotem 1:05 h
- Czas przejścia z Polany Małołąckiej do Doliny Kościeliskiej: 55 min, z powrotem 1:05 h

 z Gronika przez całą długość Wielkiej Polany Małołąckiej, Głazisty Żleb i Kondracką Przełęcz na Kopę Kondracką.
- Czas przejścia z Gronika na Polanę Małołącką: 55 min, ↓ 45 min
- Czas przejścia z Polany Małołąckiej na Kopę Kondracką: 2:35 h, ↓ 1:50 h.